# Беллинцаго-Новарезе
Беллинцаго-Новарезе (итал. Bellinzago Novarese) — коммуна в Италии, располагается в регионе Пьемонт, в провинции Новара.
Население составляет 9081 человек (2008 г.), плотность населения составляет 233 чел./км². Занимает площадь 39 км². Почтовый индекс — 28043. Телефонный код — 0321.
Покровителем коммуны почитается святой Климент I (папа римский), празднование 23 ноября.

## Демография
Динамика населения:

## Администрация коммуны
- Официальный сайт: http://www.comune.bellinzago.no.it